# Cal Tartraner
Cal Tartraner és una obra de Sant Cugat del Vallès (Vallès Occidental) protegida com a Bé Cultural d'Interès Local.

## Descripció
Antiga casa de poble de tres cossos o crugies i tres plantes que s'ha reconvertit en edifici d'habitatges plurifamiliar amb entrada independent pels habitatges en pis segon del carrer Sant Antoni.
La façana històrica està composta a base d'obertures rectangulars verticals i recorreguda per un senzill esgrafiat que forma una línia que assenyala els sostres, els brancals i llindes dels forats. L'addició del segon pis mantingué la disposició de les obertures laterals.
Algunes obertures de planta baixa han estat modificades, però es conserva prou bé la disposició original.
Ha perdut la balustrada de coronament primitiva.